# 7224 Весніна
7224 Весніна (7224 Vesnina) — астероїд головного поясу, відкритий 15 жовтня 1982 року.
Тіссеранів параметр щодо Юпітера — 3,306.